# طابع بريد محلي
البريد المحلي، هو خدمة بريدية تعمل فقط داخل منطقة جغرافية محدودة، عادةً ما تكون مدينة أو تعتمد على وسيلة نقل واحدة. تاريخياً، كانت الحكومات هي التي تدير بعض مراكز البريد المحلية، في حين أن البعض الآخر، المعروف باسم المراكز المحلية الخاصة، كانت عبارة عن شركات هادفة للربح. واليوم، يقوم العديد من هواة جمع الطوابع البريدية بتشغيل مراكز محلية لهواة البريد، حيث يصدرون طوابعهم البريدية الخاصة بهم والمعروفة باسم الطوابع "المحلية" أو "السندريلا" لهواة جمع الطوابع الآخرين ولكن نادراً ما يحملون أي بريد.

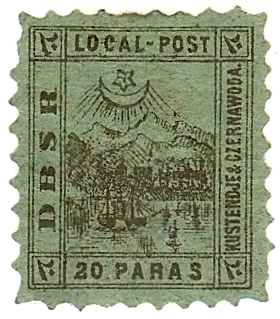
طابع محلي يعود لعام 1865 لشركة ميناء كوستندجي المحدودة لسكك حديد الدانوب والبحر الأسود

## الطوابع المحلية الرسمية
يعود تاريخ البريد المحلي الحكومي إلى عام 1680 على الأقل، عندما أسس بريد البنس الواحد في لندن للتعامل مع توصيل البريد داخل المدينة بسعر موحد قدرهُ بنس واحد.

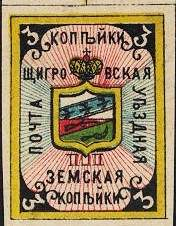
طابع زيمستفو المحلي لعام 1882

منذ عام 1840 فصاعدًا، عندما صدرت الطوابع البريدية لأول مرة، غالبًا ما كانت تصدر طوابع خاصة؛ فعلى سبيل المثال، أصدرت كانتونات سويسرا طوابع بريدية للاستخدام داخل الكانتون، ونقشت عليها "Poste-Local" أو "Orts-Post". وأصدرت مقاطعة ويندن الروسية طوابع بريدية خاصة بالبريد المحلي من عام 1862 إلى عام 1901، بينما أصدرت نيكاراغوا طوابع بريدية خاصة بزيلايا فقط، بسبب استخدامها لعملة نقدية مختلفة.
وفي المناطق الريفية الروسية، كان بريد زيمستفو يتعامل مع البريد المحلي بشكل مستقل عن الحكومة المركزية؛ وقد استمر البعض من هذه المؤسسات حتى الثورة الروسية 1917.

## الطوابع المحلية الخاصة
كان لدى العديد من البلدان مراكز بريد محلية خاصة في وقت أو آخر. وعادةً ما كانت تعمل بموافقة الحكومة، وفي أحيان أخرى كانت تعمل في إطار المنافسة. وشملت أنواع المكاتب المحلية أنظمة النقل داخل المدن، والتوصيل عبر القارات (مثل بوني إكسبرس)، وطرق القوارب النهرية. لقد كان العديد منها موجوداً لفترات قصيرة فقط، ولا يُعرف الكثير عن أعمالها. وتُعد بعض طوابع هذهِ المكاتب من بين الطوابع النادرة في مجال هواية جمع الطوابع.

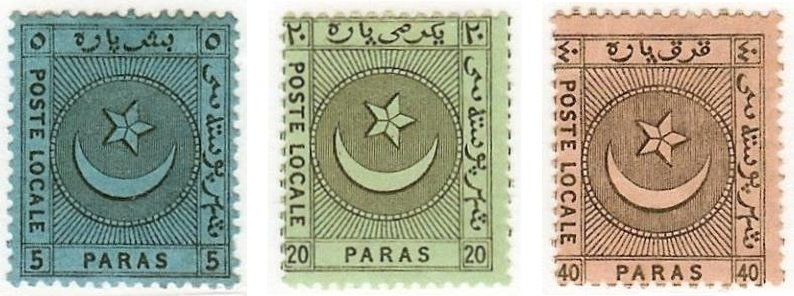
طابع محلي عثماني لبريد ليانوس وشركاه 1865 في القسطنطينية

في عام 1865 تأسست شركة ليانوس وشركاه المحلية لتوزيع البريد في القسطنطينية لتوزيع البريد الذي يصل إلى المدينة والذي لم يكن عنوانه باللغة العربية لأن موظفي مصلحة البريد الدولة العثمانية لم يكونوا قادرين على قراءة الأبجدية اللاتينية. وقد طبع بيركنز بيكون الطوابع البريدية من لوحات محفوظة الآن في متحف الجمعية الملكية لهواة الطوابع بلندن. وفي عام 1866، تم إنشاء خدمة ثانية نيابة عن مكتب البريد المصري العامل في المدينة لحل المشكلة نفسها. لم تدم كلتا الخدمتين طويلاً.
في عام 1895، أصدرت شركة دبليو فريز وشركاه في سان فرانسيسكو، بصفتها وكيلاً لشركة الفوسفات المحيطية، سلسلة من طوابع للبريد المنقول بين كاليفورنيا في عمليات (تعدين ذرق الطائر) التابعة للشركة في جزيرة كليبرتون، والتي انتهت في عام 1898.
في عام 2012، أسست شركة Penny Farthing Post في بود، كورنوال، إنجلترا، خدمة بريدية في بود، وستراتون، وبوغيل لتوصيل البريد على دراجة هوائية ذات بنس واحد مقابل 25 بنسًا. طبع غراهام إيكلز طوابعه الخاصة وأنشأ الخدمة ردًا على قيام البريد الملكي برفع أسعار الطوابع البريدية إلى 60 بنسًا. أغلقت الخدمة في يونيو 2012 بسبب الكميات الكبيرة من البريد.
في عام 2013، أسست شركة ويلي بوست كناقل خاص للبريد المحلي من قبل شركة EJ Teare Newsagents في ويلينغتون، سومرست، إنجلترا. اقتصر التسليم المحلي على قرية ويلينجتون وعلى مسافة 2.5 ميل (4.0 كم) خارج القرية. وقد تأسست الخدمة بعد أن اشتكى العملاء من ارتفاع سعر البريد.

## الطوابع المحلية الخاصة بالولايات المتحدة الأمريكية
وعادةً ما تُصدر المنشورات المحلية الخاصة طوابعها الخاصة، والتي يمكن أن تصبح من مقتنيات هواة جمع الطوابع. وعادة ما تلغى هذهِ الطوابع بإلغاءات خاصة، ويمكن بالتالي إحياء ذكرى اليوم الأول لإصدارها.

### شركة بريد الرسائل الأمريكية
في عام 1844، أسس "ليساندر سبونر" شركة بريد الرسائل الأمريكية، التي كانت تنافس الاحتكار القانوني لمكتب بريد الولايات المتحدة (USPO)، الذي أصبح الآن خدمة بريد الولايات المتحدة (USPS)، في انتهاك لقوانين البريد السريع الخاص. ونجحت الشركة في توصيل البريد بأسعار أقل، إلا أن الحكومة الأمريكية تحدت سبونر بإجراءات قانونية، مما أجبره في النهاية على وقف عملياته في عام 1851.

### هاواي بوست
منذ أواخر عقد التسعينيات من القرن العشرين، وحتى عام 2014، طبع بريد هاواي الذي يتخذ من هونولولو مقرًا لهُ طوابع بريدية لاستخدامها مع خدمة التوصيل المحلي في وايكيكي.

### النظام البريدي الأمريكي المستقل
في عام 1968، أسس توماس م. موراي (1927-2003) النظام البريدي المستقل الأمريكي (IPSA)، كناقل تجاري على مستوى البلاد لبريد الدرجة الثالثة والرابعة في منافسة مباشرة مع مكتب بريد الولايات المتحدة (USPO)، الذي أصبح الآن خدمة بريد الولايات المتحدة (USPS).
ولكن في عام 1971، عندما دخلت الشركة في مجال توصيل الدرجة الأولى، عانت الشركة من عدد من الدعاوى القضائية المرفوعة ضدها، مما أدى في النهاية إلى انهيار الشركة في منتصف عقد السبعينيات من القرن العشرين. وقد أصدرت الشركة عددًا من الطوابع البريدية خلال سنوات عملها، بما في ذلك طوابع تذكارية لكل من ليندون جونسون، ومارتن لوثر كينغ الابن، وتشارلز ليندبيرغ قبل أن تقوم مصلحة الطوابع البريدية الأمريكية بإصدار طوابعها.

### جزيرة الأفعى المجلجلة
جزيرة الأفعى المجلجلة هي جزيرة مساحتها 85 فداناً (0.34 كم2) تقع على بحيرة إيري بالقرب من بوت إن باي، على بعد 11 ميلاً (18 كم) شمال شرق بورت كلينتون، أوهايو، وكان بها البريد المحلي الوحيد الذي يعمل في الولايات المتحدة الأمريكية تحت إشراف هيئة البريد الأمريكية. ولسنوات عديدة، تم توفير الخدمة عن طريق سيارة فورد تريموتور التي كانت تنقل البريد بين الجزيرة والبر الرئيسي. من 1966 إلى 1989، تم توجيه بريد USPS عن طريق بورت كلينتون، أوهايو. وأُعيد تشغيله في عام 2005 واستمر حتى عام 2010 على يد مؤسسه الدكتور جيمس فراكيلتون حتى وفاته في 30-11-2012. كان البريد الصادر من الجزيرة يدخل إلى مجرى بريد USPS عن طريق ساندوسكي، أوهايو. ظل بريد RILP خامدًا حتى أعادهُ ديف جيل، المقيم في بورت كلينتون منذ فترة طويلة، وكان إطلاق البريد المحلي مع أول عدد جديد في 11-10-2022 من السفن التجارية التي تخدم جزر بحيرة إيري.
من المقرر أن يصدر العدد القادم بعنوان "معركة بحيرة إيري" في 9-10-2023، وهي الذكرى السنوية الـ 210 للمعركة. حصلت شركة جريفينج لخدمات الطيران على عقد شركة RILP وعادت إلى بورت كلينتون، أوهايو في نفس الموقع الذي كان يخدم فيهِ مكتب البريد المحلي في الفترة من 1966 إلى 1989.

### الوظائف المحلية للهواة
يصدر الهواة اليوم الطوابع البريدية المحلية وهي "طوابع" بريدية محلية خاصة بهم، وتصدر مجموعة متنوعة من الطوابع التذكارية التي تغطي مجموعة واسعة من الأحداث أو الاهتمامات الشخصية، لمواضيع لا تصدرها عادةً الخدمات البريدية في بلدانها.
في بعض الحالات، أصدر الهواة طوابع بريدية محلية تخص مواضيع حديثة قبل أن تصدر دولتهم نفس الموضوع. فمثلاً أصدر البريد المحلي للولاية طابع أودي مورفي قبل فترة طويلة من إصدار هيئة البريد الأمريكية طابعاً لهُ.
احتفل مركز أسنشن المحلي التابع للقوات الجوية الأمريكية في أسينشين، الواقع في جزيرة أسينشين في جنوب المحيط الأطلسي، في عام 1972 بالذكرى السنوية لأول طائرة هبطت في جزيرة أسينشين. وقد احتفل النظام البريدي لجزيرة أسينشين بهذا الموضوع نفسه في عام 1982.
هذا النوع من البريد المحلي هو فعليًا نظام بريدي "محلي الصنع"، ولا يحمل الهاوي العادي سوى القليل من البريد، إن وجد، (على الرغم من أن البعض يحمل البريد لمسافة قصيرة لنفسه أو لبضعة أشخاص).
تقوم جمعية هواة جامعي البريد المحليين التي تأسست عام 1972، بتنسيق التواصل بين جامعي البريد المحليين. وتصدر جمعية جامعي البريد المحليين نشرة منتظمة "الملصق" لأعضائها في جميع أنحاء العالم، حيث تتصل بقصص الملصقات المحلية وتعرض الإصدارات الجديدة وغيرها من المواد ذات الصلة.

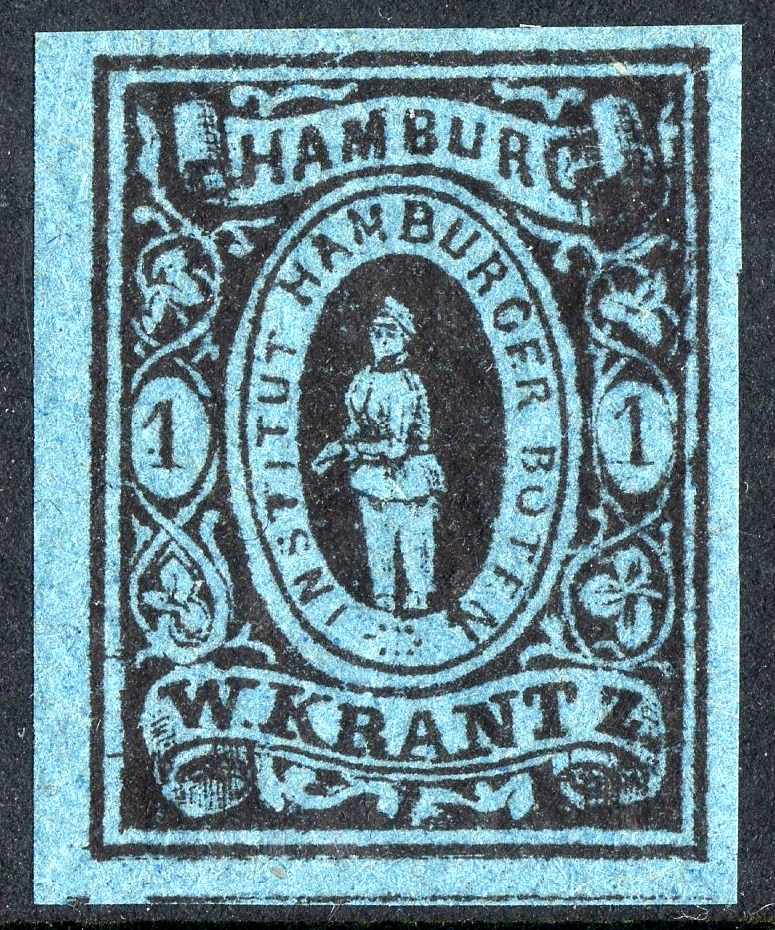
طابع بريد محلي خاص بهامبورغ، صادر عام 1863
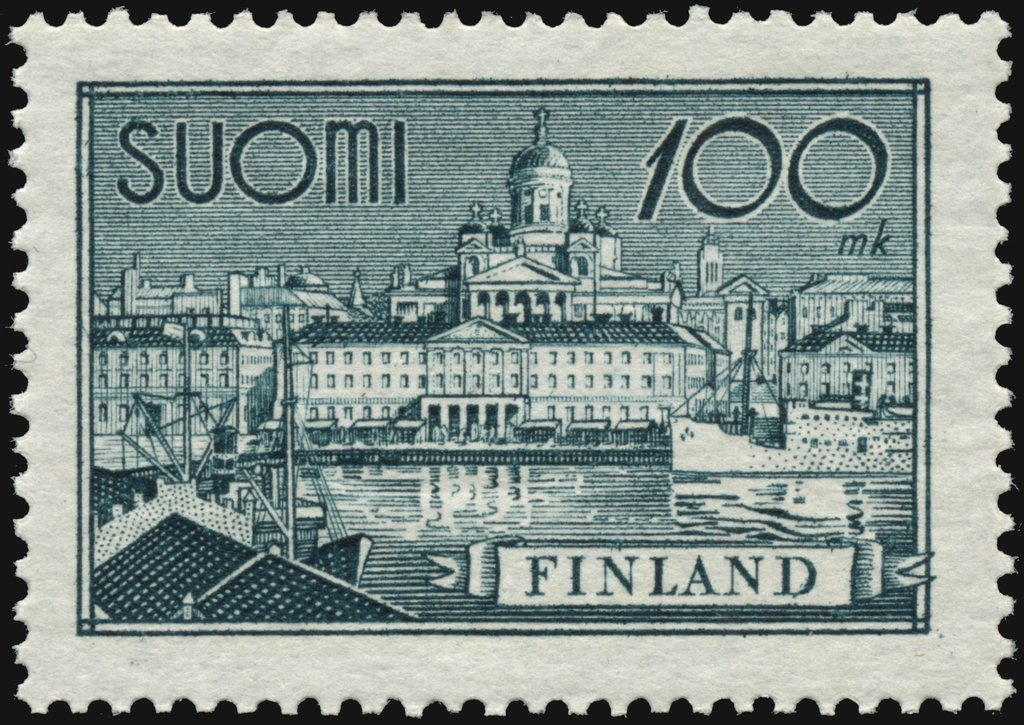
طابع بريد محلي لهلسنكي، صدر عام 1955
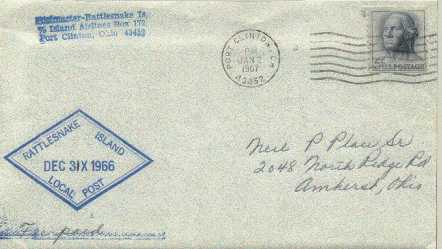
ظرف بريدي خاص محلي لجزيرة الأفعى المجلجلة بتاريخ 31 ديسمبر 1966
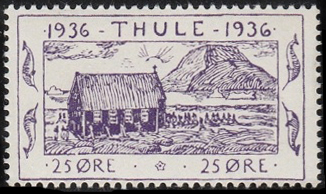
طابع بريد محلي من ثولي، غرينلاند
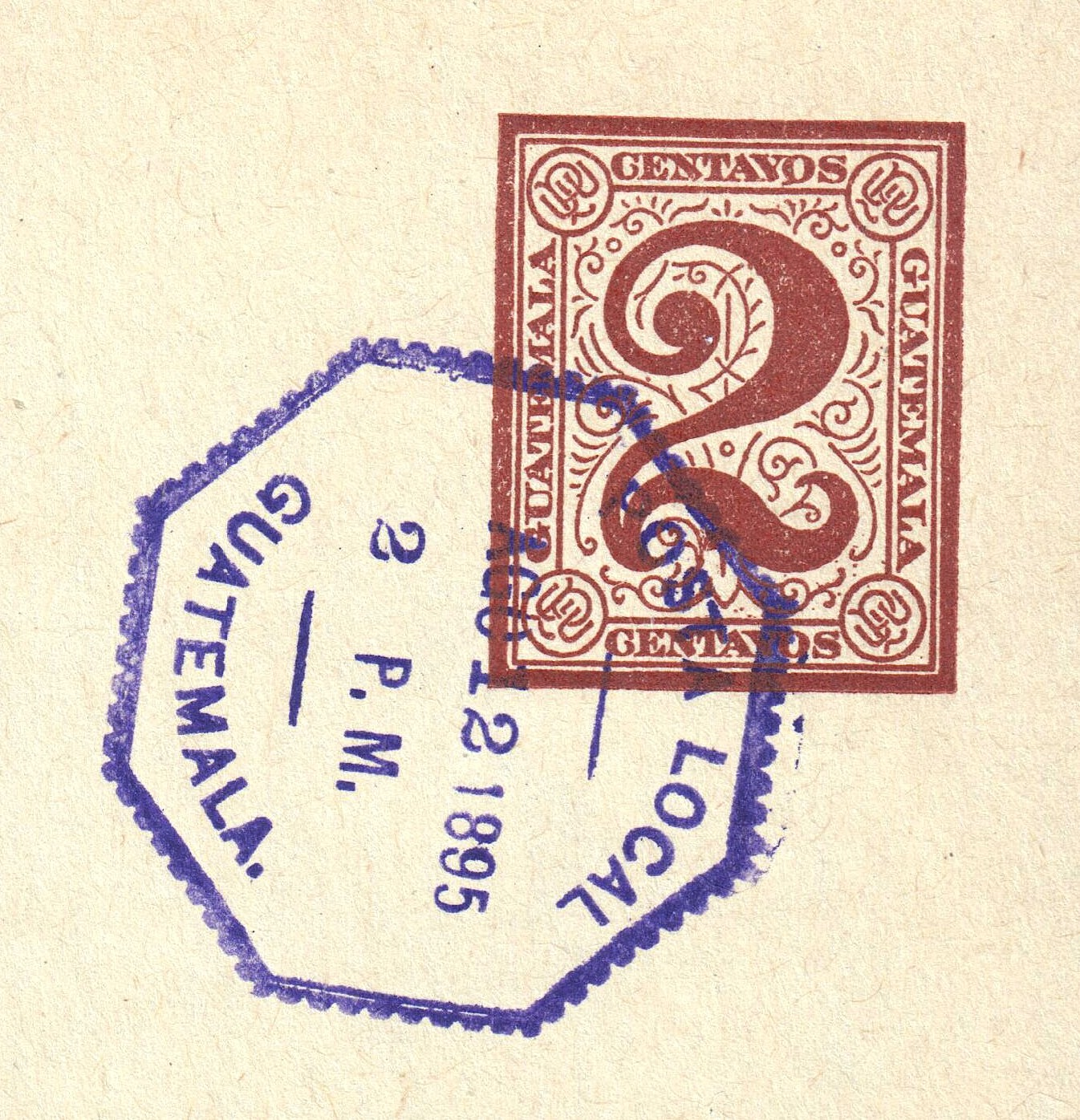
غواتيمالا 1890 ظرف بريدي مستعمل، عليهِ ختم بريد محلي "Poste Local 1895" ثماني الأضلاع.